# Ayano Egami
Ayano Egami (Kyoto, 1 de abril de 1980) é uma ex-nadadora sincronizada japonesa, medalhista olímpica.

## Carreira
Ayano Egami representou seu país nos Jogos Olímpicos de 2000, ganhando a medalha de prata por equipes. 